# Гандрій Зейлер
Гандрій Зейлер (серболуж. Handrij Zejler; 1 лютого 1804, Зальценфорст — 15 жовтня 1872, Лоза) — один з найвизначніших діячів культури лужицьких сербів. Вважається класиком верхньолужицької мови і є одним з її найпомітніших культурних представників. Відомий також як науковець, організатор культурних осередків, редактор лужицьких видань, автор підручників, священик, один із засновників науково-культурницької організації «Матиця сербська». Його вважають основоположником нової серболужицької літератури. Одні з найвідоміших поезій: «Прекрасна Лужиця», «Триваймо, серби!», «Сербська наречена», «Добра рада для хлопців», «Добра рада для дівчат», «Пивний спів».